# Фабручано (Терни)
Фабручано је насеље у Италији у округу Терни, региону Умбрија.
Према процени из 2011. у насељу је живело 60 становника. Насеље се налази на надморској висини од 139 м.